# Basiliche nei Paesi Bassi
Elenco delle basiliche presenti nei Paesi Bassi, in ordine alfabetico delle località
- 's-Hertogenbosch:
  - Cattedrale di San Giovanni Evangelista (Decreto del 22.05.1929)
- Almelo:
  - Basilica di San Giorgio (Decreto del 26.09.2009)
- Amsterdam:
  - Basilica di San Nicola (Decreto del 12.10.2012)
- Arnhem:
  - Chiesa di Santa Walburga (Decreto del 17.10.1964)
- Boxmeer:
  - Basilica dei Santi Pietro e Paolo (Decreto del 25.10.1999)
- Boxtel:
  - Basilica di San Pietro (Decreto del 14.11.2011)
- Haarlem:
  - Chiesa di San Bavone (Decreto del 09.04.1948)
- Halderberge:
  - Basilica di Sant'Agata e Santa Barbara, Oudenbosch (Decreto del 12.06.1912)
- Hengelo:
  - Basilica di San Lamberto (Decreto del 29.11.1997)
- Hulst:
  - Basilica di San Villibrordo (Decreto del 08.05.1935)
- IJsselstein:
  - Basilica di San Nicola (Decreto dell'11.11.1972)
- Laren:
  - Basilica di San Giovanni Battista (Decreto del 23.06.1937)
- Maastricht:
  - Basilica di Nostra Signora (Decreto del 23.11.1932)
  - Basilica di San Servazio (Decreto del 27.02.1985)
- Meerssen:
  - Basilica del Santissimo Sacramento (Decreto del 18.05.1938)
- Oirschot:
  - Basilica di San Pietro (Decreto del 18.02.2013)
- Oldenzaal:
  - Basilica di San Plechelmo (Decreto del 13.05.1950)
- Oosterhout:
  - Basilica di San Giovanni (Decreto del 25.10.1977)
- Oost Gelre:
  - Basilica di San Pietro, Groenlo (Decreto del 1.07.2014)
- Raalte:
  - Basilica della Santa Esaltazione (Decreto del 25.04.1992)
- Roerdalen:
  - Basilica dei Santi Wirone, Plechelmo e Odgero, Sint Odiliënberg (Decreto del 05.06.1957)
- Schiedam:
  - Basilica di Santa Liduina e della Madonna del Rosario (Decreto del 18.06.1990)
- Sittard:
  - Basilica di Nostra Signora del Sacro Cuore (Decreto del 10.05.1883)
- Súdwest-Fryslân:
  - Basilica di San Francesco, Bolsward (Decreto del 23.11.2016)
- Susteren:
  - Basilica di Santa Amelberga (Decreto del 06.09.2007)
- Tubbergen:
  - Basilica di San Pancrazio (Decreto del 05.01.2000)
- Venlo:
  - Basilica di San Martino (Decreto del 16.10.2018)
- Zwolle:
  - Basilica di Nostra Signora Redentrice (Decreto del 18.10.1999)